# Єсіно
Є́сіно (рос. Есино) — присілок у складі Електростальського міського округу Московської області, Росія.

## Населення
Населення — 302 особи (2010; 338 у 2002).
Національний склад (станом на 2002 рік):
- росіяни — 99 %